# 勒沙特列原理
勒夏特列原理（英語：Le Chatelier principle，或译为吕·查德里原理、勒沙特列原理），又称平衡移动原理，是法国化学家勒夏特列于1888年发现的定性預測化學平衡點的原理。其内容为：
化学平衡是动态平衡，如果改变影响平衡的一个因素，平衡就向能够减弱（或消除）这种改变的方向移动，以抗衡该改变。
也就是说，对于一个在某一个特定条件下达到平衡的体系，假设这个条件改变，这个平衡就会朝减弱（或消除）该改变的方向移动。
这个原理只能用来定性判断，不能进行定量计算，不能首先判断平衡是否处于平衡态。

## 浓度改变
改变平衡中任一物质的浓度会使得平衡向减弱这种改变的方向移动，该体系倾向于反抗外来因素对原始平衡的改变。反过来，反应速率及产率也会因为对外界因素系统的影响而改变。
这可以用氢气和一氧化碳生成甲醇的平衡演示:
CO + 2 H2 ⇌ CH3OH
假设我们增加体系中一氧化碳的浓度。应用勒夏特列原理，可以预见体系会向减少一氧化碳浓度的反应方向进行，以抗衡这一改变，即甲醇的量会增加以使得一氧化碳的量减少。如果增加体系中的一种物质，平衡体系会倾向于减少这种物质的反应。相反地，减少一种物质会使得体系去加强生成这种物质的反应。此观察结果可以用碰撞学说解释。随着一氧化碳浓度的提升，反应物之间的有效碰撞次数增加，使得正反应速率增加，生成更多产物。即便是从热力学角度看难以产生的产物（反应平衡常数很小），如果该产物不断从体系中移去的话最终产物仍能获得。

## 温度改变
在判断温度对于平衡的影响时，应当把能量变化视为参加反应的物质之一。例如，如果反应是吸热反应，即ΔH>0时，热量被视为反应物，置于方程式左边；反之，当反应为放热反应，即：
ΔH + N2 + 3 H2 ⇌ 2 NH3 ΔH = −92kJ
可以改写成 N2 + 3 H2 ⇌ 2 NH3 + 92KJ
该反应是放热反应；如果温度降低，平衡将会右移，产生更多热量以减弱温度降低带来的影响，使氨气的产量增加。在实际应用，如哈伯法製氨的过程，即使高温会降低产率，温度仍被设定为较高值以保证反应的速率快速。对于这类放热并且反应速率随温度升高而升高的反应，一般都会取一个折中的反应温度。
在放热反应中，温度的增加会导致平衡常数K的值减小；反之，吸热反应的K值随温度增加而增加。

## 壓力改變
压力同樣仍是朝消除改變平衡因素的方向進行反應。以著名的哈伯法製氨反應為例：
N2(g) + 3H2(g) ⇌ 2NH3(g)
反應的左邊和右邊的係數和不一樣，所以當平衡後增加壓力，反應會朝向氣體化学计量数之和較小的方向進行，减少气体的量，以削弱压力增加带来的影响。在此例中也就是朝向增加NH3的方向進行。反之如果平衡後降低壓力，反應會朝向氣體化学计量数之和較大的方向進行，以削弱压力减少带来的影响。故一部分NH3將會分解成N2和H2。
但是當氣體反應物和氣體生成物的系數和和相同時系統平衡則不受外界的壓力改變而變。如一氧化碳與水在高溫下反應形成二氧化碳和氫氣的反應：
CO(g) + H2O(g) ⇌ CO2(g) + H2(g)
不論外部壓力如何改變，將不會影響平衡的移動。【注意：反应中的系数和均为气体的系数，固体（s）、液体（l）不应算入系数和中，因为压强改变并不影响固液体浓度。】

## 温度、压力和浓度的共同影响
在实际的生产过程中，必须要考虑到这些因素的共同影响。例如上面提到的哈伯法制氨。降低温度可以提高产率，但是该反应活化能较高，高温下才能有较快的反应速率。如果给予高温，反应会向反应物（同时也是体积大的）方向移动。而想要使平衡移向产物（体积小），则需要增大压力。因此必须找到该反应的最佳温度与压力组合。一般会使反应在300巴和550℃下进行。另外，还会采取除去产物氨的方法来提高转化率。
惰性氣体的影響：
- 影響壓力的因素若是因為加了惰氣（或是一些不會影響化學式的元素），將不會影響平衡狀態，平衡不移動。
- 若是增加作为反应物或生成物的氣體，會以濃度的变化來影響化學平衡。

如於 CO(g) + H2O(g) ⇌ CO2(g) + H2(g)

## 在經濟的應用
在經濟學方面，美國經濟學家保羅·薩繆森於1947年提出了經濟學的勒沙特列原理，這裡勒沙特列原理把經濟平衡的條件放得更寬: 意指所有函數的未知數都是獨立變數或輔助的約束條件— 意指僅僅不改變最初的平衡狀態— 把反饋化約成參數改變。